# Erik Falk (jurist)
Erik Lennart Falk, född den 19 juli 1909 i Arvika, död den 5 december 1967 i Lund, var en svensk jurist. 
Falk avlade studentexamen 1928 och juris kandidatexamen vid Uppsala universitet 1938. Efter tingstjänstgöring inträdde han i Svea hovrätt, där han blev fiskal 1942 och extra ordinarie assessor 1949. År 1956 utnämndes Falk till revisionssekreterare och 1957 till hovrättsråd i hovrätten. Han var tillförordnad häradshövding i Färs domsaga 1959–1966 och i Rönnebergs, Onsjö och Harjagers domsaga första halvåret 1967. Falk blev riddare av Nordstjärneorden 1961.